# Козловский, Данила Валерьевич
Дани́ла Вале́рьевич Козло́вский (род. 3 мая 1985, Москва, РСФСР, СССР) — российский актёр театра и кино, кинорежиссёр, сценарист, продюсер. Заслуженный артист Российской Федерации (2018). Двукратный лауреат кинопремий «Золотой орёл» (2013) и «Ника» (2016), а также театральной премии «Золотая маска» (2017).

## Биография
Данила Козловский родился 3 мая 1985 года в Москве.
Отец — Валерий Иванович Козловский (род. 1946), заслуженный работник культуры Российской Федерации, доктор философских наук, профессор Московского государственного института культуры (МГИКа); принимал участие в создании кафедры рекламы в этом вузе, а также первой в России высшей школы рекламы, первого Российского студенческого фестиваля социальной рекламы.
Мать — Надежда Николаевна Звенигородская (род. 26 июля 1951), актриса, окончила Высшее театральное училище имени Б. В. Щукина в Москве, работала в Москонцерте, в 1990-е годы оставила карьеру и занялась воспитанием троих сыновей, в настоящее время снимается в рекламе и кино. Родители развелись, когда Козловский был маленьким. Есть ещё старший брат Егор и младший Иван.
В детстве недолго учился в балетной школе. В течение шести лет проходил учёбу в Кронштадтском морском кадетском военном корпусе (КМКВК), окончив его в 2002 году.
В кино начал сниматься ещё в 1999 году. Дебютной стала роль хулигана-шестиклассника Дениса Селивёрстова в молодёжном телесериале «Простые истины».
После окончания учёбы в кадетском корпусе поступил на факультет актёрского искусства и режиссуры Санкт-Петербургской государственной академии театрального искусства (СПбГАТИ) на курс под руководством Льва Абрамовича Додина. Во время учёбы в академии приобрёл навыки игры на альтовом саксофоне. Сразу после окончания СПбГАТИ в 2007 году вошёл в состав Молодой студии Академического Малого драматического театра — Театра Европы в Санкт-Петербурге под руководством Льва Додина, а в 2012 году приглашён в труппу этого театра, где занят в спектаклях «Коварство и любовь» по одноимённой драме Фридриха Шиллера в роли Фердинанда, «Вишнёвый сад» по одноимённой пьесе А. П. Чехова в роли Ермолая Лопахина и «Гамлет» Уильяма Шекспира в роли Гамлета.
В 2005 году стал лауреатом кинопремии «Белый слон» Гильдии киноведов и кинокритиков России в номинации «Лучшая мужская роль» за 2005 год за исполнение роли Николая в художественном фильме «Гарпастум» режиссёра Алексея Германа-младшего.
В 2014 году состоялся голливудский дебют Козловского в фильме Марка Уотерса «Академия вампиров», созданном по серии книг Райчел Мид. Козловский сыграл Дмитрия Беликова — наставника одной из героинь фильма.
В 2014 году снялся в рекламном видеоролике французской компании «Chanel» с актрисой Кирой Найтли.
20 мая 2015 года Козловский выступил на новой сцене Большого театра в Москве с сольным концертом-спектаклем «Большая мечта обыкновенного человека», где исполнил свою давнюю мечту — под аккомпанемент оркестра «Фонограф-Симфо-Джаз» спел хиты классиков американского эстрадно-джазового вокала 1930-х—1950-х годов Фрэнка Синатры, Тони Беннета, Дина Мартина, Нэта Кинга Коула. Продюсером шоу выступил Филипп Киркоров. Впервые же «Большую мечту» актёр показал в Санкт-Петербурге в начале мая 2015 года — на сцене Александринского театра.
21 января 2016 года состоялась премьера комедийного фильма режиссёра Павла Руминова «Статус: Свободен», в котором Козловский сыграл главную роль и выступил в качестве продюсера.
В июле 2016 года стал соавтором сценария и одним из продюсеров режиссёрского дебюта своей девушки Ольги Зуевой — драматического криминального фильма «На районе» (2018), в котором исполнил роль главного героя.
В августе 2016 года начал работу в качестве режиссёра над спортивной художественной драмой «Тренер», в которой сыграл главную роль бывшего бомбардира национальной сборной по футболу Юрия Столешникова, ставшего тренером провинциальной команды. Стал также одним из продюсеров и авторов сценария.
В 2017 году сыграл роль графа Воронцова в скандальном российском историческом художественном фильме «Матильда» режиссёра Алексея Учителя.
В марте 2017 года Козловский был объявлен официальным послом чемпионата мира по футболу 2018 года в России.
30 марта 2017 года учредил компанию по производству кинофильмов, видеофильмов и телевизионных программ — ООО «ДК Интертеймент» (Москва, размер доли — 100 %).
Осенью 2017 года снялся в роли Вещего Олега в шестом сезоне канадско-ирландского исторического телесериала «Викинги».
В декабре 2018 года рассказал о планах снять новый художественный фильм, основанный на реальных исторических событиях. В это же время приступил к кастингу актёрского состава. Вышедший в 2021 фильм «Чернобыль» получил неоднозначные оценки критики.

### Благотворительность
В ноябре 2013 года Козловский стал официальным лицом благотворительного фонда «Выход в Петербурге» (Санкт-Петербург), осуществляющего содействие решению проблем аутизма.
В 2014 году вместе с Елизаветой Боярской принял участие в съёмках клипа «Всё хорошо» на песню из благотворительного мультсериала «Летающие звери».
По состоянию на 30 августа 2018 года член попечительского совета Благотворительного фонда помощи детям, страдающим заболеванием буллёзный эпидермолиз, «БЭЛА. Дети-бабочки» (Москва). Детей с этим редким генетическим заболеванием называют «бабочками», метафорично сравнивая их чувствительную кожу с крылом бабочки.

### Общественная позиция
В 2021 году осудил насилие правоохранительных органов в отношении протестующих: «Людей разгоняют силой, не дают им высказать свою позицию, бьют кирзовыми сапогами в живот, в лицо — как к этому можно относиться? Как к проявлению насилия, а к любому проявлению насилия я отношусь абсолютно негативно». Заявил, что не будет голосовать за Путина на выборах: «Я против несменяемости власти. Я не верю, что можно тридцать лет успешно руководить страной»
В феврале 2022 года выступил против вторжения России на Украину, обратился к В. В. Путину с просьбой остановить войну.
13 сентября 2023 года выиграл суд у Виталия Бородина (глава общественной организации «Федеральный проект по безопасности и борьбе с коррупцией»; известен своими заявлениями на российские медиа, а также на российских исполнителей и актёров), написавшего на него заявление о «дискредитации» армии.
30 мая 2025 года Латвия внесла Козловского в чëрный список лиц, которым запрещён въезд в эту страну.

### Личная жизнь
Первая жена — Уршула Магдалена Малка (род. 1979), польская актриса Театра Европы в Санкт-Петербурге. Учились на одном курсе на факультете актёрского искусства и режиссуры СПбГАТИ (2003 — 2007). Поженились осенью 2008 года, расстались в 2011 году. Общих детей у пары нет.
Состоял в отношениях с Юлией Снигирь (род. 1983), российской актрисой. Отношения начались во время съёмок исторической драмы «Распутин» (2011). В начале 2014 года пара рассталась.
Состоял в отношениях с Ольгой Зуевой (род. 1987), российской актрисой, моделью и режиссёром. Начали жить вместе с 2015 года, о чём стало известно спустя год. 2 марта 2020 года у них родилась дочь Ода Валентина. В 2021 году Козловский объявил, что практически сразу после этого они с Зуевой расстались.

### Увлечения
Болеет за футбольный клуб «Краснодар».

## Театральные работы
Академический Малый драматический театр — Театр Европы (Санкт-Петербург)
- 2007 — «Король Лир» по одноимённой пьесе Уильяма Шекспира— Эдгар, сын графа Глостера
- 2007 — «Блажь» Александра Островского и Петра Невежина — Баркалов, управляющий имением
- 2007 — «Варшавская мелодия» по одноимённой пьесе Леонида Зорина — Виктор
- 2007 — «Жизнь и судьба» по одноимённому роману-эпопее Василия Гроссмана — Новиков, танкист, офицер Красной армии
- 2009 — «Повелитель мух» по одноимённому роману Уильяма Голдинга — Ральф
- 2010 — «Лорензаччо» Альфреда де Мюссе — Лоренцо
- 2012 — «Коварство и любовь» по одноимённой драме Фридриха Шиллера (сценическая композиция и постановка — Лев Додин; премьера — 28 сентября 2012 года) — Фердинанд, майор, сын президента фон Вальтера при дворе немецкого герцога
- 2014 — «Вишнёвый сад» по одноимённой пьесе А. П. Чехова (сценическая композиция и постановка — Лев Додин; премьера — 24 марта 2014 года) — Ермолай Алексеевич Лопахин, купец
- 2016 — «Гамлет», сочинение для сцены Льва Додина по С. Грамматику, Рафаэлю Холиншеду, Уильяму Шекспиру, Борису Пастернаку (постановка — Лев Додин; премьера — 10 апреля 2016 года) — Гамлет

«Театр Post» (Санкт-Петербург)
- 2012 — «Shoot/Get Treasure/Repeat» по циклу мини-пьес современного британского драматурга Марка Равенхилла (режиссёры — Дмитрий Волкострелов, Семён Александровский; премьера — 25 августа 2012 года) — диктатор[61][62]

Другие работы
- 2024 — «Frank», моноспектакль, Театр на Потсдамской площади (Берлин, Германия)[63]

## Фильмография

#### Актёр
| Год       |     | Название                                                    | Роль                                                                           |
| --------- | --- | ----------------------------------------------------------- | ------------------------------------------------------------------------------ |
| 1999      | с   | Простые истины                                              | Денис Селивёрстов, ученик 6 «А» класса                                         |
| 2003      | с   | Я всё решу сама - 2: Голос сердца                           | Валера                                                                         |
| 2004      | ф   | На Верхней Масловке                                         | Модильяни                                                                      |
| 2004      | тф  | Сисси — мятежная императрица / Sissi, l'impératrice rebelle | юный Франц Иосиф                                                               |
| 2004      | с   | Улицы разбитых фонарей - 5                                  | Попов, солдат-дезертир                                                         |
| 2005      | ф   | Гарпастум                                                   | Николай                                                                        |
| 2006      | с   | Алька                                                       | Лёня Астахов                                                                   |
| 2006      | ф   | Преступление и погода                                       | Виктор                                                                         |
| 2007      | с   | Завещание Ленина                                            | Сергей Шаламов, старший брат Варлама Шаламова                                  |
| 2008      | ф   | Мы из будущего                                              | Сергей Филатов («Борман»)                                                      |
| 2009      | с   | А. Д.                                                       | Даниил Агеев («Фотограф»)                                                      |
| 2009      | ф   | Весельчаки                                                  | Люся (Люся Мохнатая) / Дима                                                    |
| 2009      | с   | Гамлет. XXI век                                             | Лаэрт                                                                          |
| 2010      | ф   | Москва, я люблю тебя! (новелла № 16 «Таксист»)              | таксист                                                                        |
| 2010      | ф   | Одиночка                                                    | Андрей Громов                                                                  |
| 2010      | с   | Покушение                                                   | Евгений Костин, капитан Красной армии                                          |
| 2011      | ф   | Мишень                                                      | Митя                                                                           |
| 2011      | ф   | Пять невест                                                 | Алексей Каверин, старший лейтенант Красной армии, лётчик-истребитель           |
| 2011      | ф   | Распутин                                                    | великий князь Дмитрий Павлович                                                 |
| 2011      | ф   | Шхера-18                                                    | Андрей Егоров                                                                  |
| 2012      | ф   | Гольфстрим под айсбергом                                    | Ари Брыльский                                                                  |
| 2012      | ф   | Духless                                                     | Максим Евгеньевич Андреев, топ-менеджер крупного международного банка          |
| 2012      | ф   | Шпион                                                       | Егор Дорин, советский разведчик, лейтенант                                     |
| 2013      | с   | Всё началось в Харбине                                      | Борис Эйбоженко                                                                |
| 2013      | ф   | Легенда № 17                                                | Валерий Харламов, нападающий сборной СССР по хоккею с шайбой                   |
| 2013      | ф   | Привычка расставаться                                       | Вадим                                                                          |
| 2014      | ф   | Академия вампиров / Vampire Academy                         | Дмитрий Беликов                                                                |
| 2014      | ф   | Дубровский                                                  | Владимир Дубровский, преуспевающий столичный юрист и завсегдатай модных клубов |
| 2015      | ф   | Духless 2                                                   | Максим (Макс) Евгеньевич Андреев                                               |
| 2015      | ф   | Хардкор                                                     | Акан, человек-альбинос, владеющий силой телекинеза                             |
| 2016      | ф   | Викинг                                                      | Владимир Святославич, князь новгородский, затем великий князь киевский         |
| 2016      | ф   | Пятница                                                     | Михаил Бондарь, миллионер-официант                                             |
| 2016      | ф   | Статус: Свободен                                            | Никита Колесников                                                              |
| 2016      | ф   | Экипаж                                                      | Алексей Игоревич Гущин, второй пилот-стажёр                                    |
| 2017      | ф   | Матильда                                                    | граф Воронцов                                                                  |
| 2018      | ф   | Довлатов                                                    | Давид                                                                          |
| 2018      | с   | МакМафия / McMafia                                          | Григорий Мишин                                                                 |
| 2018      | ф   | На районе                                                   | Андрей Кисин («Киса»), друг Вовы                                               |
| 2018      | ф   | Тренер                                                      | Юрий Столешников, футболист и тренер команды «Метеор»                          |
| 2019—2020 | с   | Викинги / Vikings (6-й сезон)                               | Вещий Олег                                                                     |
| 2019      | с   | Коронация                                                   | Воронцов                                                                       |
| 2021      | кор | По ту сторону виноградника                                  | Марк                                                                           |
| 2021      | кор | Покупай                                                     | Витя                                                                           |
| 2021      | ф   | Чернобыль                                                   | Алексей Карпушин, капитан, спасатель, пожарный                                 |
| 2022      | с   | Госизмена                                                   | Лорд Антон Мельников                                                           |
| 2022      | с   | Карамора                                                    | Карамора, молодой анархист                                                     |
| 2022      | с   | Надвое                                                      | Костя                                                                          |
| 2022      | с   | Люся                                                        | Сеня                                                                           |
| 2022      | ф   | Молодой человек                                             | Коля                                                                           |
| 2022      | ф   | Происшествие в стране Мульти-Пульти                         | Балбес                                                                         |
| 2022      | с   | 13 Клиническая                                              | Кирилл Александрович Акиньшин, хирург                                          |
| 2024      | ф   | Летучий корабль                                             | Бабки Ёжки (нет в титрах)                                                      |
| 2025      | с   | Бар «Один звонок» (в производстве)                          | бармен                                                                         |
| 2025      | ф   | Уволить Жору (в производстве)                               | Макс                                                                           |

#### Режиссёр, продюсер и сценарист
| Год  | Название         | Режиссёр | Продюсер | Сценарист |
| ---- | ---------------- | -------- | -------- | --------- |
| 2016 | Статус: Свободен |          | Да       |           |
| 2018 | Тренер           | Да       | Да       | Да        |
| 2018 | На районе        |          | Да       |           |
| 2021 | Чернобыль        | Да       | Да       |           |
| 2021 | Карамора         | Да       | Да       |           |

## Награды и номинации

### Государственные награды РФ
- 2018 — почётное звание «Заслуженный артист Российской Федерации» — за большой вклад в развитие отечественной культуры и искусства, многолетнюю плодотворную деятельность[1][2].

### Общественные награды
- 2005 — лауреат кинопремии «Белый слон» Гильдии киноведов и кинокритиков России в номинации «Лучшая мужская роль» за 2005 год — за роль Николая в художественном фильме «Гарпастум» режиссёра Алексея Германа-младшего[14].
- 2006 — лауреат высшей театральной премии Санкт-Петербурга «Золотой софит» в категории «Драматические театры» в номинации «Лучший дебют» — за роль Эдгара, сына графа Глостера, в спектакле «Король Лир» в постановке Льва Додина на сцене Малого драматического театра — Театра Европы в Санкт-Петербурге[5][64].
- 2008 — приз «Лучшая главная мужская роль» на XVI Фестивале актёров кино «Созвездие-2008» (Тверь) — за роль Сергея Филатова («Бормана») в фантастическом художественном фильме «Мы из будущего» режиссёра Андрея Малюкова.
- 2013 — лауреат премии Национальной академии кинематографических искусств и наук России «Золотой орёл» за «Лучшую мужскую роль в кино» — за роль Макса Андреева в психологической драме «Духless» режиссёра Романа Прыгунова.
- 2013 — номинация на кинопремию «Ника» за «Лучшую мужскую роль» — за роль Макса Андреева в психологической драме «Духless» режиссёра Романа Прыгунова.
- 2013 — лауреат восьмой ежегодной премии «Собака.ru ТОП 50. Самые знаменитые люди Петербурга» в номинации «Кино»[65].
- 2013 — лауреат премии «Человек года» по версии журнала «GQ»[66].
- 2013 — лауреат премии «Мужчина года» по версии журнала «Glamour»[67].
- 2014 — номинация на премию «Золотой орёл» за «Лучшую мужскую роль» — за роль советского хоккеиста Валерия Харламова в спортивной драме «Легенда № 17» режиссёра Николая Лебедева.
- 2014 — лауреат российской национальной актёрской премии имени Андрея Миронова «Фигаро» в Санкт-Петербурге в номинации «Лучшие из лучших» — «за блистательное исполнение ролей на драматической сцене» за последние три-пять лет[68].
- 2014 — лауреат премии «Творческое открытие» имени Олега Янковского за самые яркие творческие достижения года в театре, кино, музыке и других областях искусства, учреждённой оргкомитетом Открытого фестиваля искусств «Черешневый лес» в Москве — за роль Лопахина в спектакле Льва Додина «Вишнёвый сад» на сцене Академического Малого драматического театра — Театра Европы в Санкт-Петербурге[69].
- 2014 — лауреат премии К. С. Станиславского (театральный сезон 2013—2014) на XIX Международном театральном фестивале «Сезон Станиславского» в номинации «Мастерство актёра» — за роль Лопахина в спектакле Льва Додина «Вишнёвый сад» на сцене Академического Малого драматического театра — Театра Европы в Санкт-Петербурге[70][71].
- 2016 — лауреат кинопремии «Ника» за «Лучшую мужскую роль» — за роль Макса Андреева в психологической драме «Духless 2» режиссёра Романа Прыгунова[72].
- 2016 — лауреат XIV ежегодной национальной телевизионной премии в области популярной музыки «Муз-ТВ 2016. Энергия будущего!» в номинации «Лучшее концертное шоу» — за концертное шоу «Большая мечта обыкновенного человека» в Большом театре[73].
- 2016 — первое место в рейтинге актёров года (вместе с Сергеем Безруковым) согласно опросу Всероссийского центра изучения общественного мнения (ВЦИОМ) граждан России по итогам 2016 года[74].
- 2017 — номинация на кинопремию «Золотой орёл» за «Лучшую мужскую роль» — за роль второго пилота-стажёра Алексея Гущина в фильме-катастрофе «Экипаж» режиссёра Николая Лебедева.
- 2017 — лауреат театральной премии «Золотая маска» в конкурсе спектаклей драматического театра сезона 2015—2016 годов в номинации «Лучшая мужская роль» — за роль Гамлета в спектакле Льва Додина «Гамлет» на сцене Малого драматического театра — Театра Европы в Санкт-Петербурге[3][4].
- 2022 — приз за лучшую мужскую роль фестиваля онлайн-кинотеатров «Новый сезон» — за роль в сериале «13 Клиническая»[75].